# Georg Philipp Dohlhoff

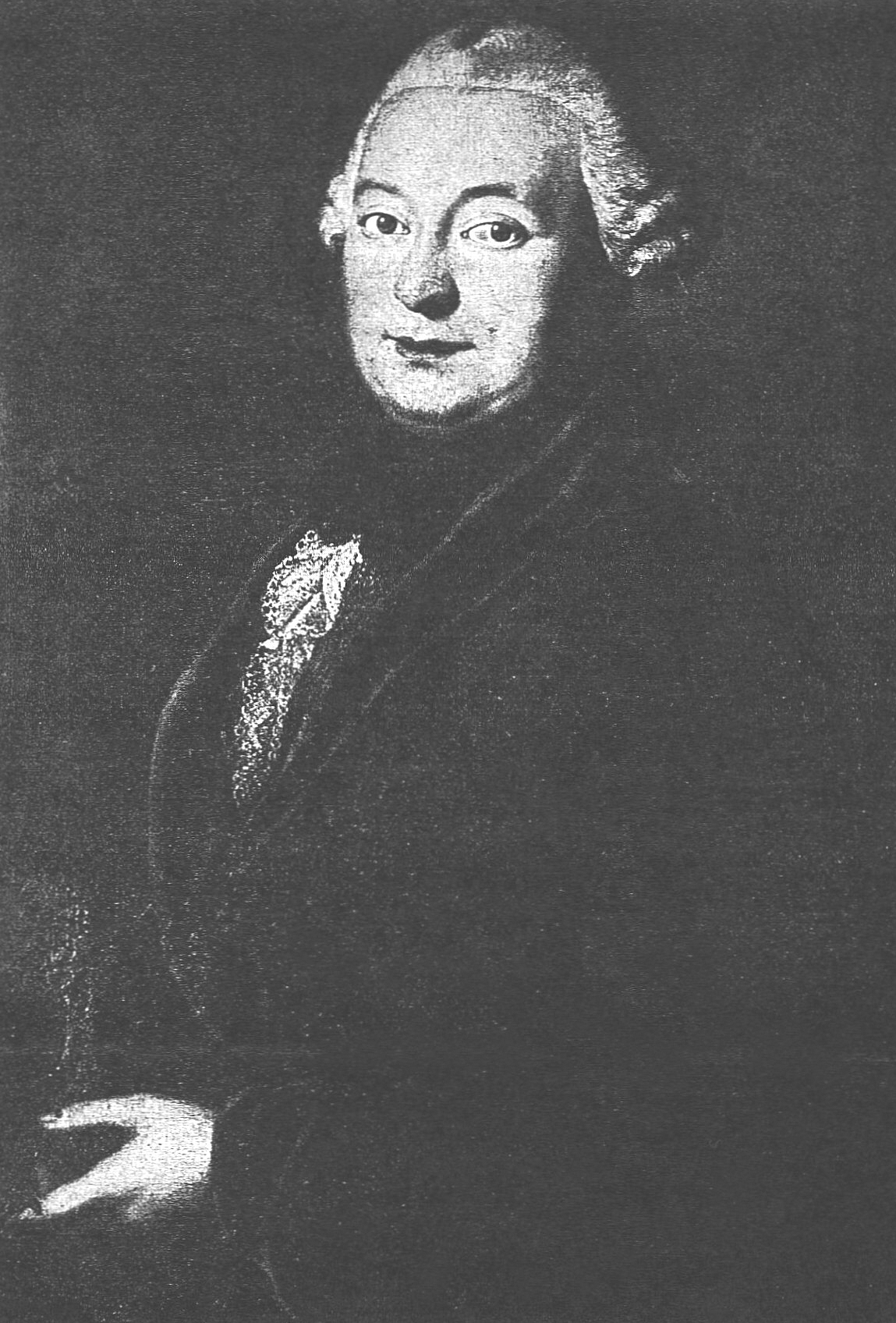
Georg Philipp Dohlhoff

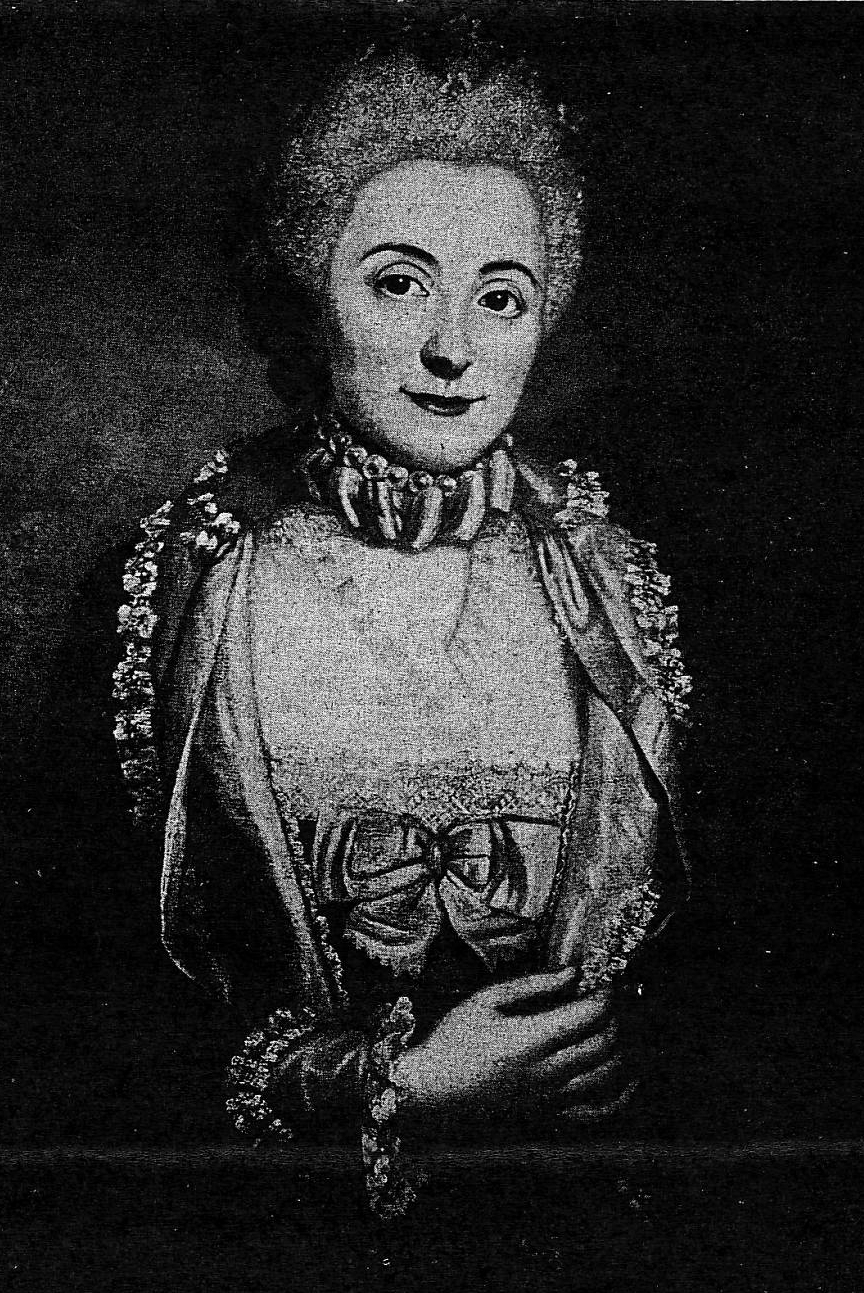
Philippine Jakobea Sandrart

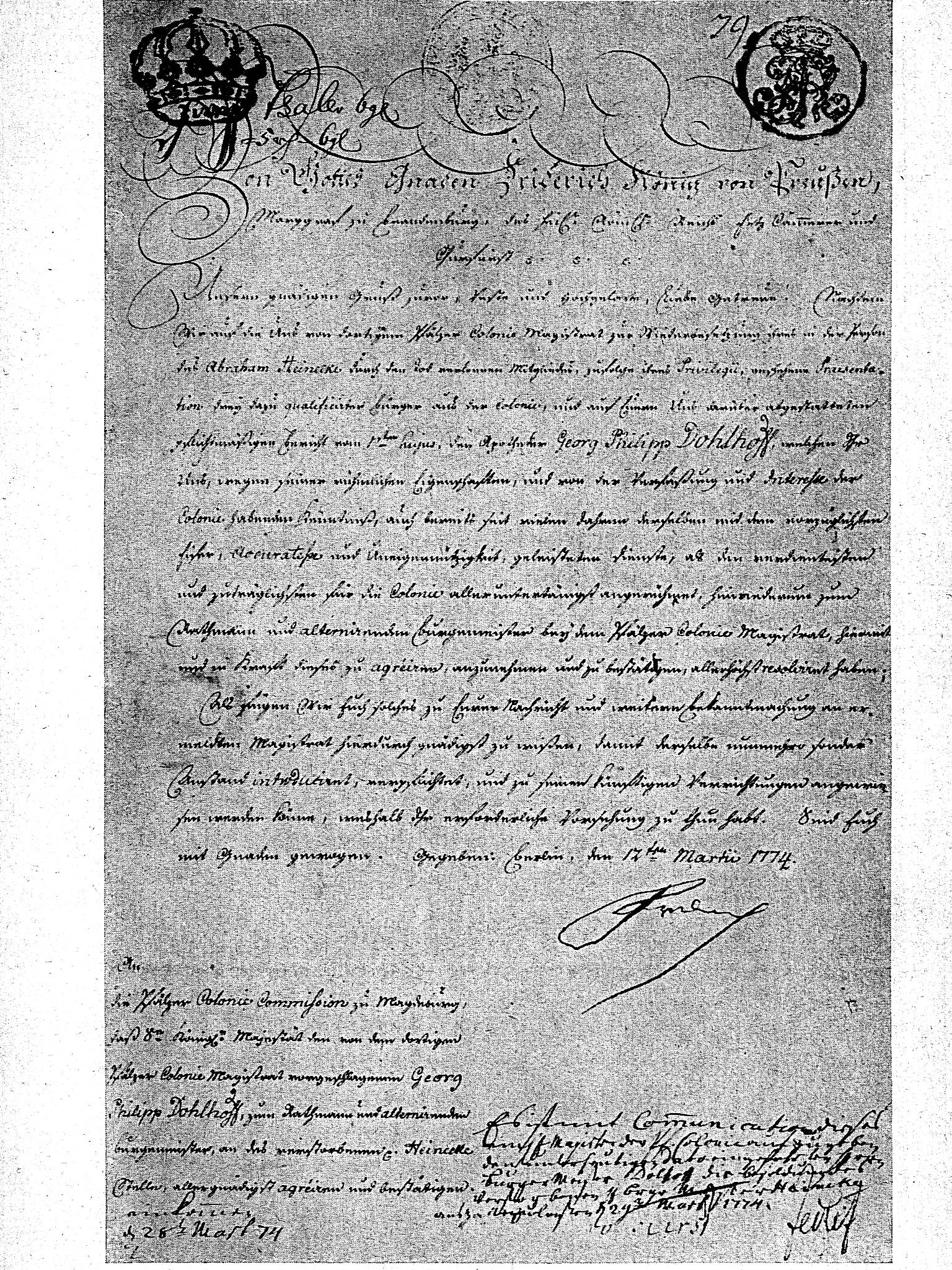
Georg Philipp Dohlhoff wird durch König Friedrich II. zum Bürgermeister ernannt

 Georg Philipp Dohlhoff  (* 16. Februar 1734 in Magdeburg; † 22. April 1794 ebenda) war von 1774 bis 1794 Bürgermeister der Pfälzer Kolonie Magdeburgs und Apotheker.

## Leben und Familie
Dohlhoff entstammte einer protestantischen Ratsfamilie aus Kemnath in der Oberpfalz. Nach der für die protestantische Seite 1620 verlorenen Schlacht am Weißen Berg erfolgte eine Rekatholisierung der Oberpfalz, vor der seine Ahnen nach Harzgerode flohen. Sein Vater, der Apotheker Erhardt Christof Dohlhoff (* um 1694 in Harzgerode, † 26. Oktober 1765 in Magdeburg), siedelte nach Magdeburg um und wurde Bürger der Pfälzer Kolonie von Magdeburg. Seine Mutter war Margarethe Sandrart (* 15. Januar 1705 in Magdeburg, † 10. Juni 1779). Nach seinem Großvater mütterlicherseits, dem Kaufmann und Tabakfabrikanten Georg Sandrart  (* 17. Januar 1665 in Straßburg, † 8. Oktober 1727 in Magdeburg) und seinem Vater Erhardt Christian Dohlhoff wurde er auch Besitzer der „Fischapotheke“ im Haus Zur Königsburg, Alter Markt 13. 
Verheiratet war Georg Philipp Dohlhoff mit seiner Cousine Philippine Jacobea Sandrart (* um 1740; † nach 1775), einer Enkelin des Bürgermeisters Philipp Schwartz und des bereits oben genannten Kaufmanns und Tabakfabrikanten Georg Sandrart. Aus der Ehe gingen acht Kinder hervor, von denen vier namentlich bekannt sind. Die Töchter Sophie Marie (* 1769, † 1827) bzw. Karoline Philippine (* 1775, † 1830) waren mit den bürgerlichen Magdeburger Familien Gaertner und Maquet verbunden. Ihr ältester Sohn, Georg Peter Dohlhoff (* 1768, † 1837), Doktor der Theologie, war reformierter Dom- und Hofprediger von Magdeburg; der Sohn Dr. August Friedrich Dohlhoff (* um 1770) war Arzt. Der Name Dohlhoff taucht auch als Pate in der Familie Johann Ernst Gaertners auf.

## Öffentliches Wirken
Georg Philipp Dohlhoff war, wie sein Vater, der Apotheker Erhardt Christian Dohlhoff, Bürger der Pfälzer Kolonie von Magdeburg. 1765 übernahm er, nach seinem Vater, den Besitz der Pfälzer „Fischapotheke“. Sie wurde ehemals von Theodor Timmermann gegründet und ist über die Familie Sandrat an Erhardt Christian Dohlhoff übergegangen. 
Dohlhoff genoss großes Ansehen in der Pfälzer Kolonie und wurde 1774 vom Rat zum Bürgermeister gewählt. Entsprechend den Regularien der Pfälzer Kolonie wurde die Wahl vom König Friedrich II. bestätigt. Das Amt behielt Dohlhoff zwanzig Jahre lang, bis zu seinem Tode 1794.

## Nachwirkungen
Der Arzt Eduard Georg Dohlhoff (1799–1852), ein Enkel von Georg Phillip Dohlhoff und Sohn des Theologen Dr. Georg Peter Dohlhoff, genoss als Chirurg und in den Jahren 1831 und 1832, während einer Cholera-Epidemie in Magdeburg, als Leiter eines Cholera-Lazaretts in der Turmschanze von Magdeburg große Popularität.